# プレヴェザ県

プレヴェザ県
Περιφερειακή ενότητα Πρεβέζης測地系: 北緯39度10分 東経20度45分 / 北緯39.167度 東経20.750度座標: 北緯39度10分 東経20度45分 / 北緯39.167度 東経20.750度

プレヴェザ県（プレヴェザけん、ギリシア語: Πρέβεζα / Preveza）は、ギリシャ共和国のイピロス地方を構成する行政区（ペリフェリアキ・エノティタ）のひとつ。県都はプレヴェザ。

## 地理

### 位置・広がり
プレヴェザ県は、イピロス地方の西南部に位置し、イオニア海に面している。県都プレヴェザは、県南部の半島の先端にある。
北西にテスプロティア県、北にヨアニナ県、東にアルタ県と接する。県西北部のパルガが飛び地となっている。また、海峡を隔てて南にエトリア＝アカルナニア県と向き合っている。

### 地勢
プレヴェザを擁する半島はアクティオ岬と向き合って狭い海峡をなしており、イオニア海とアンヴラキコス湾（アルタ湾）を隔てている。アンヴラキコス湾口一帯は、アクティウムの海戦（紀元前31年）やプレヴェザの海戦（1538年）の舞台として知られる。
プレヴェザ県の北部は谷や丘陵地が多く、北東部にはクセロヴノ山脈 (Xerovouni) が連なる。川は、県東部にルロス川が、北部にアヘロン川（古名: アケローン川）が流れている。
- プレヴェザ空撮
- アヘロン川（著作権：Χαράλαμπος Γκούβας）
- ジロス湖（著作権：Harrygouvas）

### 気候
プレヴェザ県の気候は、主に地中海性気候であり、気温は28℃から30℃で、高くても35℃であるため、夏は暑く、冬は涼しい。南部を除く地域では、曇りや雨の日が多い。また、北東部へ向かうほど海抜が高いため、冬が寒く、雪が降る気候となる。

### 主要な都市・集落
人口3,000人以上の都市・集落には以下がある。
- プレヴェザ（Πρέβεζα : プレヴェザ市） - 16.321人
- フィリッピアダ（英語版）（Φιλιππιάδα : ジロス市） - 4,196人

南部のプレヴェザが最大の都市で、東部のフィリッピアダがこれに次ぐ。西北部にカナラキ（約2,500人）やパルガ（約2,200人）などの町がある。
- プレヴェザのプロムナード
- パルガ

## 歴史

### 前近代
プレヴェザ県の地域を最初に支配したのはエペイロス王国である。その後マケドニア王国に支配され、共和政ローマの支配下に入った。紀元前31年にアクティウムの海戦が付近で起き、ニコポリスの町が建設された。ローマ帝国の東西分裂後は、東ローマ帝国領となった。その後エピロス専制公国の統治下に入った後にオスマン帝国に併合された。オスマン帝国時代のほとんどは、この地域はヤニナ州（ヴィライェト）（en:vilayet）の一部であった。

### 近現代
ギリシャ独立戦争の時には数々の反乱がこの地域で発生した。ギリシャ王国領になる前は、この地域は対ギリシャの前線の地域であった。1912年10月15日のペンテ・ピガディアの戦いでギリシャが占領した。第一次バルカン戦争（1912年 - 1913年）の結果結ばれた、イピロス地方の残りの部分が1913年のロンドン条約とブカレスト条約で、ギリシャ王国に編入された。プレヴェザ県は1913年に作られた。
レフカダ島はプレヴェザ県に含まれていたが、1955年にレフカダ県が作られ、分割された。
1990年代中頃から末にかけて、国道21号線に沿って国道5号線（E55号線）が建設された。また2010年代にはこれとイオニア高速道路とが接続される予定である。

## 行政区画

プレヴェザ県

### 市（ディモス）
プレヴェザ県は、以下の自治体（ディモス、市）から構成される。人口は2001年国勢調査時点。
|   | 自治体名   | 綴り    | 政庁所在地          | 面積 Km² | 人口   |
| - | ---------- | ------- | ------------------- | -------- | ------ |
| 1 | プレヴェザ | Πρέβεζα | プレヴェザ (el)     | 381.6    | 29,918 |
| 2 | ジロス     | Ζηρός   | フィリッピアダ (el) | 386.2    | 16,494 |
| 3 | パルガ     | Πάργα   | カナラキ (el)       | 276.5    | 12,944 |

### 旧自治体（ディモティキ・エノティタ）

プレヴェザ県の旧自治体（2010年まで）

カリクラティス改革（2010年）以前の広域自治体（ノモス）としてのプレヴェザ県は、以下の9つの基礎自治体（8つのディモス、1つのキノティタ）から構成されていた。改革後、旧自治体は新自治体（ディモス）を構成する行政区（ディモティキ・エノティタ）となっている。
下表の番号は右図と対応している。「旧自治体名」欄で※印を付したものはキノティタ、それ以外はディモス。「政庁所在地」欄で太字になっているものは、新自治体の政庁所在地となったものを示す。
|   | 旧自治体       | 綴り       | 政庁所在地          | 新自治体   |
| - | -------------- | ---------- | ------------------- | ---------- |
| 1 | プレヴェザ     | Πρέβεζα    | プレヴェザ          | プレヴェザ |
| 2 | アノギオ       | Ανώγειο    | ゴルゴミロス        | ジロス     |
| 3 | ザロンゴ       | Ζάλογγο    | カナリ              | プレヴェザ |
| 4 | テスプロティコ | Θεσπρωτικό | テスプロティコ (el) | ジロス     |
| 5 | ルロス         | Λούρος     | ルロス (el)         | プレヴェザ |
| 6 | パルガ         | Πάργα      | パルガ (el)         | パルガ     |
| 7 | ファナリ       | Φανάρι     | カナラキ            | パルガ     |
| 8 | フィリッピアダ | Φιλιππιάδα | フィリッピアダ      | ジロス     |
| 9 | クラネア ※     | Κρανέ      | クラネア            | ジロス     |

- Διοικητική διαίρεση νομού Πρέβεζας - プレヴェザ県の自治体・集落一覧（1999年 - 2010年）

### 郡（エパルヒア）
県には以下の郡（エパルヒア）があったが、2006年以降法的な位置づけは行われていない。
| 郡名               | 綴り               | 中心地     |
| ------------------ | ------------------ | ---------- |
| ニコポリ＝パルガ郡 | Νικόπολη και Πάργα | プレヴェザ |

## 交通

### 道路
イグメニツァとプレヴェザを結ぶ国道18号線（GR-18）が欧州自動車道55号線（E55）に指定されており、E55はさらにアクティオ＝プレヴェザ海底トンネル (Aktio–Preveza Undersea Tunnel) を潜って南へ延びている。また、ヨアニナとメソロンギを結ぶ国道5号線（欧州自動車道951号線）が県内のフィリッピアダを通過している。
欧州自動車道路
- E55号線  (en)  : 〔… イグメニツァ〕 - カナリ - プレヴェザ - 〔ヴォニツァ - アグリニオ - …〕
- E951号線  (en)  : 〔ヨアニナ〕 - フィリッピアダ - 〔アルタ - メソロンギ〕

自動車道路
- GR-5号線  (en)  : 〔ヨアニナ〕 - フィリッピアダ - 〔アルタ - メソロンギ - …〕
- GR-18号線  (en)  : 〔イグメニツァ〕 - カナリ - プレヴェザ
- GR-21号線  (en)  : フィリッピアダ - カナリ - プレヴェザ

### 空港
- アクティオ空港（英語版）

プレヴェザ市街から南へ4kmに位置する軍民共用の空港で、「レフカダ空港」の別名を持ち、レフカダ（イオニア諸島・レフカダ島）とプレヴェザの窓口となっている。ただし所在地は県外で、アクティオ＝ヴォニツァ市（西ギリシャ地方）に属する。

## 文化・観光
県西北部を流れるアヘロン川は、古くはアケローンと呼ばれ、伝説の舞台となった。この川沿いにネクロマンディオの遺跡がある。
また、県南部のプレヴェザ北方にはニコポリス、県中部のザロンゴ北方にはカッソピの遺跡がある。またザロンゴは修道院でも知られる。
- プレヴェザのプロムナード
- カッソピ遺跡（著作権：Harrygouvas）

## 著名な出身者
- コスタス・カリオタキス（英語版） (1896-1926、詩人)